# Ferdinand I van Portugal
Ferdinand I (Lissabon, 31 oktober 1345 - aldaar, 22 oktober 1383) was koning van Portugal van 1367 tot zijn dood.
Ferdinand I, ook wel genoemd Ferdinand de Schone (in het Portugees: O Formoso) is de tweede (maar wel eerst overlevende) zoon van Peter I van Portugal en Constance Manuel van Peñafiel.
Ferdinand volgde zijn vader op in 1367.
Ferdinand was ook een kleinzoon van Sancho IV, koning van Castilië en León (1257-1295).
Nadat Hendrik II van Castilië na veel strijd eindelijk de kroon van Castilië en León had veroverd en zijn broer Peter van Castilië in 1369 om het leven had gebracht, maakte ook Ferdinand aanspraak op het koninkrijk. Ook de koningen van Aragon en Navarra maakten aanspraak op Castilië en León, net als Jan van Gent, de hertog van Lancaster, die in 1370 met de oudste dochter van Peter was getrouwd.
Uiteindelijk aanvaardden de strijdende partijen de bemiddeling van paus Gregorius XI en in 1371 werd een verdrag gesloten waarbij werd besloten dat Ferdinand zou trouwen met Eleonora van Castilië (1362-1416). Voordat het huwelijk kon worden vertrokken, werd Ferdinand echter verliefd op Leonor Teles de Menezes, de vrouw van een van zijn hofridders, en besloot met haar te trouwen.
Aan het Portugese Hof veroorzaakte de affaire een regelrechte oproer, maar het had verder geen gevolgen voor de relatie tussen Portugal en Castilië. Hendrik II huwelijkte zijn dochter vervolgens uit aan Karel III van Navarra.
Vervolgens besloot Ferdinand in het geheim een verdrag te sluiten met Jan van Gent, waarbij Hendrik II van de troon zou worden gestoten. De oorlog die hierop uitbrak tussen Castilië, Portugal en de Engelsen bleef onbeslist en in 1373 werd opnieuw vrede gesloten.
Koningin Leonor oefende steeds meer invloed uit en haar manipulatie van de buitenlandpolitiek van Portugal maakten haar steeds minder populair. Het leek erop dat Ferdinand niet in staat was een stabiele regering te formeren en de interne politiek werd gekenmerkt door voortdurende intriges aan het hof.
In 1379 stierf Hendrik II en opnieuw probeerde Jan van Gent de door hem felbegeerde kroon van Castilië te veroveren, met hulp van Ferdinand I.
Uiteindelijk liep de Engels-Portugese samenwerking wéér op niets uit en in 1382 sloot Ferdinand een nieuw vredesverdrag met Castilië, in Badajoz. Daarbij werd besloten dat zijn dochter Beatrix, Ferdinands troonopvolgster, zou trouwen met de zoon van Hendrik II, koning Johan I van Castilië.
In oktober 1383 stierf Ferdinand zonder mannelijke troonopvolger waardoor de directe Bourgondische lijn, die sinds 1112 de Portugese kroon in handen had, ophield te bestaan. De dood van Ferdinand luidde een Portugese opvolgingscrisis in omdat de Portugezen beducht waren voor te veel Castiliaanse invloed. In 1385 viel Johan I van Castilië Portugal binnen om de rechten van zijn vrouw te vrijwaren, maar hij werd in hetzelfde jaar verslagen in de Slag bij Aljubarrota.
In 1388 werd via het Verdrag van Bayona ten slotte een nieuwe vrede tussen Castilië, Portugal en Jan van Gent bewerkstelligd die wel langdurig bestendig zou zijn.

## Voorouders
| Voorouders van Ferdinand I van Portugal (1345-1383) | Voorouders van Ferdinand I van Portugal (1345-1383)                          | Voorouders van Ferdinand I van Portugal (1345-1383)                          | Voorouders van Ferdinand I van Portugal (1345-1383)                          | Voorouders van Ferdinand I van Portugal (1345-1383)                          |
| --------------------------------------------------- | ---------------------------------------------------------------------------- | ---------------------------------------------------------------------------- | ---------------------------------------------------------------------------- | ---------------------------------------------------------------------------- |
| Overgrootouders                                     | Dionysius van Portugal (1261-1325) ∞ Elisabeth van Aragón (1271-1336)        | Sancho IV van Castilië (1258-1295) ∞ Maria van Molina (1265-1321)            | Manuel van Castilië (1234-1283) ∞ Beatrix van Savoye (1250-1292)             | Jacobus II van Aragón (1267-1327) ∞ Blanca van Anjou (1280-1310)             |
| Grootouders                                         | Alfons IV van Portugal (1291-1357) ∞ Beatrix van Castilië (1293-1359)        | Alfons IV van Portugal (1291-1357) ∞ Beatrix van Castilië (1293-1359)        | Juan Manuel van Peñafiel (1282-1348) ∞ Constance van Aragon (1300-1327)      | Juan Manuel van Peñafiel (1282-1348) ∞ Constance van Aragon (1300-1327)      |
| Ouders                                              | Peter I van Portugal (1320-1367) ∞ Constance Manuel van Castilië (1318-1345) | Peter I van Portugal (1320-1367) ∞ Constance Manuel van Castilië (1318-1345) | Peter I van Portugal (1320-1367) ∞ Constance Manuel van Castilië (1318-1345) | Peter I van Portugal (1320-1367) ∞ Constance Manuel van Castilië (1318-1345) |